# Satellite Award/Film/Beste Regie
Mit dem Satellite Award Bester Regisseur werden Filmregisseure geehrt, die herausragende Leistungen in der filmkünstlerischen Umsetzung eines Films gezeigt haben.
Es werden immer jeweils die Regisseure des Vorjahres ausgezeichnet.
| Statistik (bis einschließlich Satellite Awards 2023) |                                                       |
| Am häufigsten honorierter Regisseur                  | James Cameron, sowie Ethan und Joel Coen (zwei Siege) |
| Am häufigsten nominierter Regisseur                  | Steven Spielberg (sechs Nominierungen, ohne Sieg)     |

Es werden immer jeweils die Regisseure des Vorjahres ausgezeichnet.

## Nominierungen und Gewinner

### Ende 1990er
| Jahr | Preisträger         | für den Film     | Nominierungen |
| 1996 | Ethan und Joel Coen | Fargo            | Scott Hicks für Shine – Der Weg ins Licht Mike Leigh für Lügen und Geheimnisse Anthony Minghella für Der englische Patient Lars von Trier für Breaking the Waves                                  |
| 1997 | James Cameron       | Titanic          | Paul Thomas Anderson für Boogie Nights Curtis Hanson für L.A. Confidential Steven Spielberg für Amistad Gus Van Sant für Good Will Hunting                                                        |
| 1998 | Terrence Malick     | Der schmale Grat | John Boorman für Der General Shekhar Kapur für Elizabeth Gary Ross für Pleasantville – Zu schön, um wahr zu sein Steven Spielberg für Der Soldat James Ryan                                       |
| 1999 | Michael Mann        | Insider          | Paul Thomas Anderson für Magnolia Scott Hicks für Schnee, der auf Zedern fällt Sam Mendes für American Beauty Anthony Minghella für Der talentierte Mr. Ripley Kimberly Peirce für Boys Don’t Cry |

### 2000–2009
| Jahr | Preisträger                | für den Film                         | Nominierungen |
| 2000 | Steven Soderbergh          | Traffic – Macht des Kartells         | Cameron Crowe für Almost Famous – Fast berühmt Philip Kaufman für Quills – Macht der Besessenheit Ang Lee für Tiger and Dragon Ridley Scott für Gladiator Steven Soderbergh für Erin Brockovich                                           |
| 2001 | Baz Luhrmann               | Moulin Rouge                         | Jonathan Glazer für Sexy Beast John Cameron Mitchell für Hedwig and the Angry Inch Christopher Nolan für Memento Scott McGehee und David Siegel für The Deep End – Trügerische Stille                                                     |
| 2002 | Todd Haynes                | Dem Himmel so fern                   | Pedro Almodóvar für Sprich mit ihr Stephen Daldry für The Hours – Von Ewigkeit zu Ewigkeit Peter Jackson für Der Herr der Ringe: Die zwei Türme Phillip Noyce für Der stille Amerikaner Denzel Washington für Antwone Fisher              |
| 2003 | Jim Sheridan               | In America                           | Niki Caro für Whale Rider Sofia Coppola für Lost in Translation Clint Eastwood für Mystic River Catherine Hardwicke für Dreizehn Robert Pulcini und Shari Springer Berman für American Splendor                                           |
| 2004 | Mel Gibson                 | Die Passion Christi                  | Bill Condon für Kinsey – Die Wahrheit über Sex Taylor Hackford für Ray Joshua Marston für Maria voll der Gnade Alexander Payne für Sideways Martin Scorsese für Aviator                                                                   |
| 2005 | Ang Lee                    | Brokeback Mountain                   | George Clooney für Good Night, and Good Luck. James Mangold für Walk the Line Chris Columbus für Rent Bennett Miller für Capote Rob Marshall für Die Geisha                                                                               |
| 2006 | Clint Eastwood Bill Condon | Flags of Our Fathers Dreamgirls      | Pedro Almodóvar für Volver – Zurückkehren Stephen Frears für Die Queen Alejandro González Iñárritu für Babel Martin Scorsese für Departed – Unter Feinden                                                                                 |
| 2007 | Ethan und Joel Coen        | No Country for Old Men               | Ang Lee für Gefahr und Begierde Olivier Dahan für La vie en rose David Cronenberg für Tödliche Versprechen – Eastern Promises Sidney Lumet für Tödliche Entscheidung – Before the Devil Knows You’re Dead Sarah Polley für An ihrer Seite |
| 2008 | Danny Boyle                | Slumdog Millionär                    | Stephen Daldry für Der Vorleser Ron Howard für Frost/Nixon Tom McCarthy für The Visitor Christopher Nolan für The Dark Knight Gus Van Sant für Milk                                                                                       |
| 2009 | Kathryn Bigelow            | Tödliches Kommando – The Hurt Locker | Lone Scherfig für An Education Jane Campion für Bright Star Neill Blomkamp für District 9 Rob Marshall für Nine Lee Daniels für Precious – Das Leben ist kostbar                                                                          |

### 2010–2019
| Jahr | Preisträger          | für den Film                   | Nominierungen |
| 2010 | David Fincher        | The Social Network             | Debra Granik für Winter’s Bone Roman Polański für Der Ghostwriter Christopher Nolan für Inception David Michôd für Königreich des Verbrechens Tom Hooper für The King’s Speech Lisa Cholodenko für The Kids Are All Right Danny Boyle für 127 Hours Darren Aronofsky für Black Swan Ben Affleck für The Town – Stadt ohne Gnade                                            |
| 2011 | Nicolas Winding Refn | Drive                          | Tomas Alfredson für Dame, König, As, Spion Woody Allen für Midnight in Paris Michel Hazanavicius für The Artist John Michael McDonagh für The Guard – Ein Ire sieht schwarz Steve McQueen für Shame John Michael McDonagh für The Descendants – Familie und andere Angelegenheiten Martin Scorsese für Hugo Cabret Steven Spielberg für Gefährten Tate Taylor für The Help |
| 2012 | David O. Russell     | Silver Linings Playbook        | Ben Affleck für Argo Kathryn Bigelow für Zero Dark Thirty Kim Ki-duk für Pieta Ben Lewin für The Sessions – Wenn Worte berühren Steven Spielberg für Lincoln |
| 2013 | Steve McQueen        | 12 Years a Slave               | Woody Allen für Blue Jasmine Ethan und Joel Coen für Inside Llewyn Davis Alfonso Cuarón für Gravity Paul Greengrass für Captain Phillips Ron Howard für Rush – Alles für den Sieg David O. Russell für American Hustle Martin Scorsese für The Wolf of Wall Street |
| 2014 | Richard Linklater    | Boyhood                        | Damien Chazelle für Whiplash Ava DuVernay für Selma David Fincher für Gone Girl – Das perfekte Opfer Alejandro González Iñárritu für Birdman oder (Die unverhoffte Macht der Ahnungslosigkeit) Morten Tyldum für The Imitation Game – Ein streng geheimes Leben |
| 2015 | Tom McCarthy         | Spotlight                      | Lenny Abrahamson für Raum Tom Hooper für The Danish Girl Alejandro González Iñárritu für The Revenant – Der Rückkehrer Ridley Scott für Der Marsianer – Rettet Mark Watney Steven Spielberg für Bridge of Spies – Der Unterhändler |
| 2016 | Kenneth Lonergan     | Manchester by the Sea          | Damien Chazelle für La La Land Tom Ford für Nocturnal Animals Mel Gibson für Hacksaw Ridge – Die Entscheidung Barry Jenkins für Moonlight Pablo Larraín für Jackie: Die First Lady Denzel Washington für Fences |
| 2017 | Jordan Peele         | Get Out                        | Sean Baker für The Florida Project Greta Gerwig für Lady Bird Christopher Nolan für Dunkirk Dee Rees für Mudbound Guillermo del Toro für Shape of Water – Das Flüstern des Wassers |
| 2018 | Alfonso Cuarón       | Roma                           | Bradley Cooper für A Star Is Born Peter Farrelly für Green Book – Eine besondere Freundschaft Barry Jenkins für If Beale Street Could Talk Giorgos Lanthimos für The Favourite – Intrigen und Irrsinn Spike Lee für BlacKkKlansman |
| 2019 | James Mangold        | Le Mans 66 – Gegen jede Chance | Pedro Almodóvar für Leid und Herrlichkeit Noah Baumbach für Marriage Story Bong Joon-ho für Parasite Sam Mendes für 1917 Quentin Tarantino für Once Upon a Time in Hollywood |

### Ab 2020
| Jahr | Preisträger       | für den Film             | Nominierungen |
| 2020 | Chloé Zhao        | Nomadland                | Lee Isaac Chung für Minari – Wo wir Wurzeln schlagen David Fincher für Mank Darius Marder für Sound of Metal Aaron Sorkin für The Trial of the Chicago 7 Florian Zeller für The Father |
| 2021 | Jane Campion      | The Power of the Dog     | Paul Thomas Anderson für Licorice Pizza Kenneth Branagh für Belfast Reinaldo Marcus Green für King Richard Lin-Manuel Miranda für Tick, Tick… Boom! Denis Villeneuve für Dune          |
| 2022 | James Cameron     | Avatar: The Way of Water | Joseph Kosinski für Top Gun: Maverick Baz Luhrmann für Elvis Martin McDonagh für The Banshees of Inisherin Sarah Polley für Die Aussprache Steven Spielberg für Die Fabelmans          |
| 2023 | Christopher Nolan | Oppenheimer              | Greta Gerwig für Barbie Jonathan Glazer für The Zone of Interest Giorgos Lanthimos für Poor Things Alexander Payne für The Holdovers Martin Scorsese für Killers of the Flower Moon    |
| 2024 | Brady Corbet      | Der Brutalist            | Sean Baker für Anora Edward Berger für Konklave Greg Kwedar für Sing Sing RaMell Ross für Nickel Boys Denis Villeneuve für Dune: Part Two                                              |